# Wurzhof
Wurzhof ist ein Ortsteil des Marktes Postbauer-Heng im Oberpfälzer Landkreis Neumarkt in der Oberpfalz und eine Anstalt der Rummelsberger Diakonie.

## Geschichte
Zusammen mit dem Wichernhaus in Altdorf (1925), der ehemaligen reichsstädtisch-nürnbergischen Universität, entstanden die ersten Einrichtungen der Rummelsberger Diakonie außerhalb von Rummelsberg. Die Einrichtung wurde ursprünglich als Gutshof im Jahr 1279 erstmals erwähnt und gehört seit 1919 zur Rummelsberger Diakonie. 
Heute wohnen und arbeiten dort Erwachsene mit einer geistigen Behinderung oder einer Mehrfachbehinderung. Sie bietet Menschen mit Behinderung Wohn- und Arbeitsmöglichkeiten. Die Bewohner arbeiten unter anderem in einer Kaffee-Rösterei, stellen Bio-Lebensmittel her und verkaufen diese in einem Hofladen.

## Geographie
Die Anstalt befindet sich südlich von Buch am Fuße des Dillbergs.